# Schafstedt
Schafstedt là một đô thị thuộc huyện Dithmarschen, trong bang Schleswig-Holstein, nước Đức. Đô thị Schafstedt có diện tích 18,18 km², dân số thời điểm 31 tháng 12 năm 2006 là 1364 người.